# HD 76700
HD 76700 är en ensam stjärna belägen i den norra delen av stjärnbilden Flygfisken. Den har en skenbar magnitud av ca 8,16 och kräver åtminstone en stark handkikare eller ett mindre teleskop för att kunna observeras. Baserat på parallax enligt Gaia Data Release 2 på ca 16,4 mas, beräknas den befinna sig på ett avstånd på ca 199 ljusår (ca 61 parsek) från solen. Den rör sig bort från solen med en heliocentrisk radialhastighet på ca 39 km/s.

## Egenskaper
HD 76700 är en gul till vit stjärna i huvudserien av spektralklass G6 V. Den har en massa som är ca 1,1 solmassor, en radie som är ca 1,3 solradier och har ca 1,7 gånger solens utstrålning av energi från dess fotosfär vid en effektiv temperatur av ca 5 700 K. Den är en metallberikad stjärna som visar en mycket högre metallicitet än solen. Detta kan förklaras av en tidigare upptagning av material från mindre objekt i stjärnans atmosfär.

## Planetsystem
Kring HD 76700 kretsar en jätteplanet, betecknad HD 76700 b, som upptäcktes 2003 med metoden för mätning av radialhastighet. Den har en massa som är ≥ 0,23 Jupitermassor och kretsar mycket nära stjärnan med en omloppsperiod på 3,97101 ± 0,00020 dygn och en excentricitet av 0,0616+0,0426
−0,0587.